# ジェームズ・フジモト
ジェームズ・フジモト（James G. Fujimoto, 1957年9月28日 - ）は、アメリカ合衆国の光学者、電気工学者。マサチューセッツ工科大学教授。主な業績は光干渉断層計(optical coherence tomography)の開発。

## 経歴
シカゴ出身。1979年マサチューセッツ工科大学卒業、1984年に同大学院から電気工学と計算機科学のPh.D.を取得。1985年から母校の教員となり、現在はタフツ大学医学部で眼科の客員教授も務める。

## 主な受賞歴
- 2015年 - フレデリック・アイヴズメダル
- 2017年 - 欧州発明家賞 非EPO国部門
- 2022年 - アメリカ国家技術賞
- 2023年 - ラスカー・ドゥベーキー臨床医学研究賞
- 2024年 - 本田賞
- 2025年 - 全米発明家殿堂選出

## 参照
- Faculty bio
- Research group page